# ستراتفورد (أونتاريو)
ستراتفورد، أونتاريو (بالإنجليزية: Stratford)‏ هي مدينة كندية تقع في مقاطعة أونتاريو. تبلغ مساحة هذه المدينة 25.2762 (كم²)، ويبلغ عدد سكانها 30461 نسمة حسب إحصاء سنة 2006 م، بينما كان يسكنها 29780 نسمة في سنة 2001 م. تحتل هذه المدينة المرتبة رقم 132 بين مدن كندا حسب عدد السكان والمرتبة رقم 53 في المقاطعة. نما عدد السكان في هذه المدينة بنسبة (2.3) بين العامين المذكورين.

## أعلام
- شون روبرتس
- ويليام إس. هاتشر
- ريتشارد مانويل
- بيتر سميث
- برايان ماكدونالد
- باتي مالات
- ويلينغتون هاي
- سامي كوكس
- فريدريك مكارثي
- جارد ماكان

## وصلات خارجية
- الأطلس الحكومي لكندا
- إحصاءات كندا مع ساعة تعداد السكان